# Haseh
Haseh, auch Hazé, Harsch, Hasch, war ein Längenmaß in Buchara. Es war die Elle. Der Kar, als das dreifache Maß, wurde zum Messen für grobes Baumwollgewebe verwendet.
- 1 Haseh = 1 ½ Arschin = 472,90 Pariser Linien = 1,067 Meter (= 42 Zoll (engl.= 0,0254 Meter) = 1,0668 Meter)[2]
- 3 Haseh = 1 Kar (Nicht mit dem Zweitnamen des Maßes Kahr (Einheit) verwechseln)

In Turan, einer Landschaft (Kasachstan) hatte das Maß die gleiche Größe (1,067 Meter). Der Kar war hier 3,201 Meter.
Das Maß war auch in Turkestan bekannt und war hier aber wesentlich kleiner.
- 1 Hasch = 0,7712 Meter[5] (1 Arschin)
- 3 Hasch/Haseh = 1 Kar = 2,13 Meter